# Delfinowiec
Delfinowiec (Lagenorhynchus) – rodzaj wodnych ssaków z rodziny delfinowatych (Delphinidae).

## Rozmieszczenie geograficzne
Rodzaj obejmuje jeden żyjący współcześnie gatunek występujący w wodach umiarkowanych do subarktycznych północnego Oceanu Atlantyckiego.

## Morfologia
Długość ciała 240–310 cm, masa ciała 180–350 kg.

## Systematyka
Rodzaj zdefiniował w 1846 roku angielski zoolog John Edward Gray w artykule poświęconym brytyjskim waleniom opublikowanym na łamach The Annals and magazine of natural history. Gatunkiem typowym jest (oznaczenie monotypowe) delfinowiec białonosy (L. albirostris).

### Etymologia
Lagenorhynchus (Lagenorynchus): λαγηνος lagēnos ‘karafka, butelka’; ῥυγχος rhunkhos ‘pysk’.

### Podział systematyczny
Do rodzaju należy jeden występujący współcześnie  gatunek:
- Lagenorhynchus albirostris (J.E. Gray, 1846) – delfinowiec białonosy

Opisano również gatunek wymarły z neogenu:
- Lagenorhynchus harmatuki Whitmore & Kaltenbach, 2008